# Поплітник смугастогорлий
Поплі́тник смугастогорлий (Cantorchilus leucopogon) — вид горобцеподібних птахів родини воловоочкових (Troglodytidae). Мешкає в Центральній і Південній Америці.

## Опис
Довжина птаха становить 12 см. Верхня частина голови і верхня частина тіла темно-коричневі, надхвістя більш руде. Крила і хвіст рудувато-коричневі, поцятковані тонкими чорнуватими смужками. Над очима сірувато-білі "брови", обличчя, підборіддя і горло поцятковані чорними і сірувато-білими смужками. Груди темно-рудувато-охристі, живіт рудувато-коричневий. Очі світло-карі або червонувато-карі, дзьоб зверху чорний або темно-сірий, знизу світло-сірий, на кінці чорнуватий, лапи сірувато-чорні або сірувато-коричневі. У молодих птахів смуги менш виражені, очі карі. Представники підвиду C. l. grisescens мають блідіше і більш сіре забарвлення.

## Підвиди
Виділяють два підвиди:
- C. l. grisescens (Griscom, 1932)[5] — північно-східна Панама і північна Колумбія;
- C. l. leucopogon (Salvadori & Festa, 1899) — південно-східна Панама, захід Колумбії і північний захід Еквадору.

## Поширення і екологія
Смугастогорлі поплітники мешкають в Панамі, Колумбії і Еквадорі. Вони живуть у вологих рівнинних і заболочених тропічних лісах та на узліссях. Зустрічаються парами, на висоті до 900 м над рівнем моря. Часто приєднуються до змішаних зграй птахів. Живляться комахами. Гніздо кулеподібне з бічним входом.